# Erling Wikborg
Erling Wikborg (né le 5 novembre 1894 à Drammen et décédé le 6 avril 1992 à Oslo), est un homme politique norvégien du parti populaire chrétien (KrF), chef de parti, député et éphémère ministre.

## Biographie
Il est élu député au Storting de 1945 à 1957, dans le même temps il est le chef du parti populaire chrétien de 1951 à 1955.
En 1965 puis de 1967 à 1970, il est membre du Comité Nobel norvégien.
D'août à septembre 1963, il est le ministre des Affaires étrangères de l'éphémère gouvernement de John Lyng.